# جوزيف موريس
جوزيف موريس (بالإنجليزية: Joseph Morris)‏ هو سياسي أمريكي، ولد في 16 أكتوبر 1795 في مقاطعة غرين في الولايات المتحدة، وتوفي في 23 أكتوبر 1854 في وودزفيلد في الولايات المتحدة. حزبياً، نشط في الحزب الديمقراطي. وقد انتخب عضو مجلس نواب أوهايو وانتخب عضو مجلس النواب الأمريكي.